# Mr. Pete
Mr. Pete, pseudonyme de Peter Digirolamo, né le 30 janvier 1980 à Las Vegas, est un acteur et réalisateur américain de films pornographiques.

## Biographie
M. Pete a commencé à évoluer dans l'industrie pornographique dès l'âge de 20 ans (en 2000, année de ses débuts). Il a été marié à l'actrice pornographique Alexis Texas de 2008 à 2013. Dans l'industrie pornographique, il a collaboré, entre autres, avec des noms tels que Belladonna, Jenna Jameson, Manuel Ferrara, Nacho Vidal, Rocco Siffredi et Silvia Saint.
Il a joué dans plus de 3 000 films et vidéos dans sa carrière.

## Récompenses
- 2004 : AVN Award – Most Outrageous Sex Scene - Perverted Anal Stories: The Movie (avec Julie Night et Maggie Star)
- 2007 : AVN Award – Best Anal Scene (Video) - Fashionistas Safado (avec 20 autres acteurs)[2]
- 2011 : AVN Award – Best Three-Way Sex Scene (G/G/B) – The Condemned[3]
- 2012 : XRCO Award - Unsung Swordsman
- 2013 : XBIZ Award nominee - Male Performer of the Year[4]
- 2014 : AVN Hall of Fame
- 2015 : XBIZ Award (récompensé) — Meilleure scène (Shades of Scarlet - Zero Tolerance) avec A.J. Applegate[5]